# Săracii milionari
Săracii milionari (în italiană Poveri milionari) este un film de comedie italian, regizat de Dino Risi. Este ultimul capitol din trilogia începută cu Poveri ma belli.

## Distribuție
- Maurizio Arena – Romolo
- Renato Salvatori – Salvatore
- Alessandra Panaro – Anna Maria
- Lorella De Luca – Marisa
- Sylva Koscina – Alice
- Memmo Carotenuto – Alvaro
- Gildo Bocci – Sor Nerone
- Roberto Rey – Psichiatra
- Lina Ferri – Sora Cecilia
- Fred Buscaglione – el însuși